# جيمس هيل (مخرج أفلام)
جيمس هيل (بالإنجليزية: James Hill)‏ (و. 1919 – 1994 م) هو مخرج أفلام، وكاتب، وكاتب سيناريو، ومنتج أفلام من المملكة المتحدة، والمملكة المتحدة لبريطانيا العظمى وأيرلندا، بدأ مشواره المهني سنة 1937، توفي في لندن، عن عمر يناهز 75 عاماً.

## جوائز وترشيحات
حصل على جوائز منها:

جائزة الأوسكار لأفضل فيلم وثائقي، عن عمل: Giuseppina ‏
ترشح لـ:
- جائزة الأوسكار لأفضل فيلم حي قصير، عن عمل: The Home-Made Car [الإنجليزية]‏
- جائزة الأوسكار لأفضل فيلم وثائقي، عن عمل: Giuseppina [الإنجليزية]‏.

## وصلات خارجية
- جيمس هيل على موقع IMDb (الإنجليزية)
- جيمس هيل على موقع ألو سيني (الفرنسية)
- جيمس هيل على موقع تيرنر كلاسيك موفيز (الإنجليزية)
- جيمس هيل على موقع أول موفي (الإنجليزية)
- جيمس هيل على موقع قاعدة بيانات الأفلام السويدية (السويدية)
- جيمس هيل على موقع إن إن دي بي (الإنجليزية)
- جيمس هيل على موقع قاعدة بيانات الفيلم (الإنجليزية)
- جيمس هيل على موقع كينوبويسك (الروسية)